# Superintendente Vicente
El superintendente Vicente Ruínez (en una ocasión, erróneamente, Vicente Sulfúrez) o simplemente «el Súper», es un personaje creado por Francisco Ibáñez para sus cómics y serie Mortadelo y Filemón. Su primera aparición fue en la historieta El sulfato atómico (1969).Es un hombre grueso de cintura y con poco pelo, que luce un poblado bigote y viste un traje azul con corbata negra.
De entre los personajes habituales, es el de mayor grado jerárquico, pero en ocasiones le visitan sus superiores, normalmente el director general de la agencia. Es el despótico jefe de los agentes de la T.I.A. y quien asigna las misiones a Mortadelo y Filemón. Normalmente se trata de las más difíciles porque según él «no quiere arriesgar la vida de los agentes valiosos». También se da el caso de que quiera recurrir a sus mejores agentes, pero estos se hallen siempre ocupados, y al final tiene que conformarse con Mortadelo y Filemón.

## Acciones recurrentes
- El Súper trata de un modo despectivo a Mortadelo y Filemón, y frecuentemente exhibe sin disimulo su falta de fe en que logren llevar a cabo la misión.
- El Súper suele vengarse cuando se mofan de él o cuando le ignoran al explicarles los detalles de una misión.
- Mortadelo y Filemón siempre huyen cuando el Súper pretende hacerles probar un invento del profesor Bacterio, y esto ocasiona que el Súper convoque al agente Bestiájez u otro esbirro similar para darles caza y traerles de vuelta.
- El Súper normalmente suele recibir golpes por culpa de las desastrosas actuaciones de Mortadelo y Filemón.
- El Súper persigue a sus agentes en la última viñeta. Cuando no hay persecución suele verse a Mortadelo y Filemón en los lugares más inhóspitos y remotos del planeta (el desierto de Gobi, el del Sáhara, los altos del Golán, las islas Columbretes, la isla de Pascua, la Antártida, etcétera) mientras, a su lado, un diario da cuenta del desaguisado de turno, al tiempo que advierte que el Super está buscando a la pareja por un lugar completamente distinto. Variantes de este final puede verse con Mortadelo leyendo el periódico o escuchando un parte radiofónico.
- En algunas historietas, dados los innumerables errores cometidos por Mortadelo y Filemón, el Súper ha sido degradado de su puesto por el director general de la T.I.A. o por algún alto mandatario del gobierno.
- En algunas ocasiones, es el Súper quien, tras un error suyo, (una dirección o una misión equivocada) recibe alguna paliza o persecución por parte de Mortadelo y Filemón. Para que esta situación se de, los agentes normalmente aparecen en el despacho del Súper enfurecidos o vendados de arriba abajo. Cuando esta situación se da, normalmente se ve al Súper esgrimiendo improperios o amenazando con el despido a los agentes.